# Willem Cornelis van den Brandeler

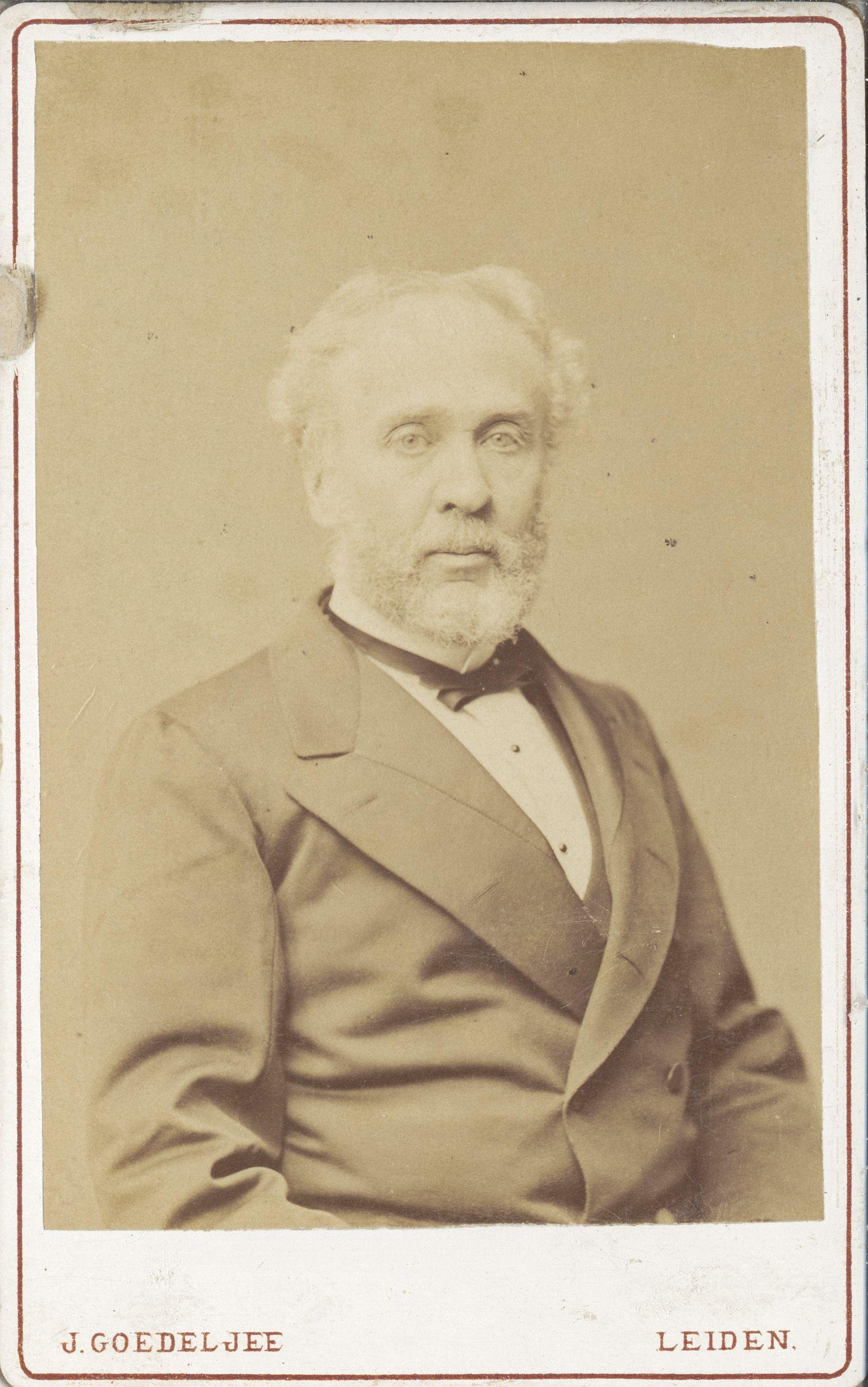
Dr. W.C. van den Brandeler

Dr. Willem Cornelis van den Brandeler (Dordrecht, 24 oktober 1817 – Leiden, 5 mei 1880) was een Nederlands burgemeester.

## Biografie
Van den Brandeler was lid van de familie Van den Brandeler en een zoon van de Dordtse medicus dr. Martinus van den Brandeler (1790-1869) en Wilhelmina Cornelia van Oldenborgh (1791-1847), lid van de familie Van Oldenborgh. Hij trad in de voetsporen van zijn vader en promoveerde in 1842 te Leiden in de medicijnen op De asthmate spasmodico. Na het beroep van arts in zijn geboorteplaats te hebben uitgeoefend werd hij burgemeester, achtereenvolgens vanaf 1850 van Molenaarsgraaf, Bleskensgraaf, Brandwijk, Wijngaarden en Hofwegen, van de beide Noordwijken, van Brielle, van Voorburg en van Leiden; het laatste ambt zou hij tot zijn overlijden vervullen.
Van den Brandeler trouwde in 1850 met Isabella Cornelia gravin van Hogendorp (1816-1904), lid van de familie Van Hogendorp, met wie hij een dochter en een zoon kreeg. (Zijn zoon werd in 1898 in de Nederlandse adel verheven.)